# Gran Canaria

Bandiera dell'isola di Gran Canaria

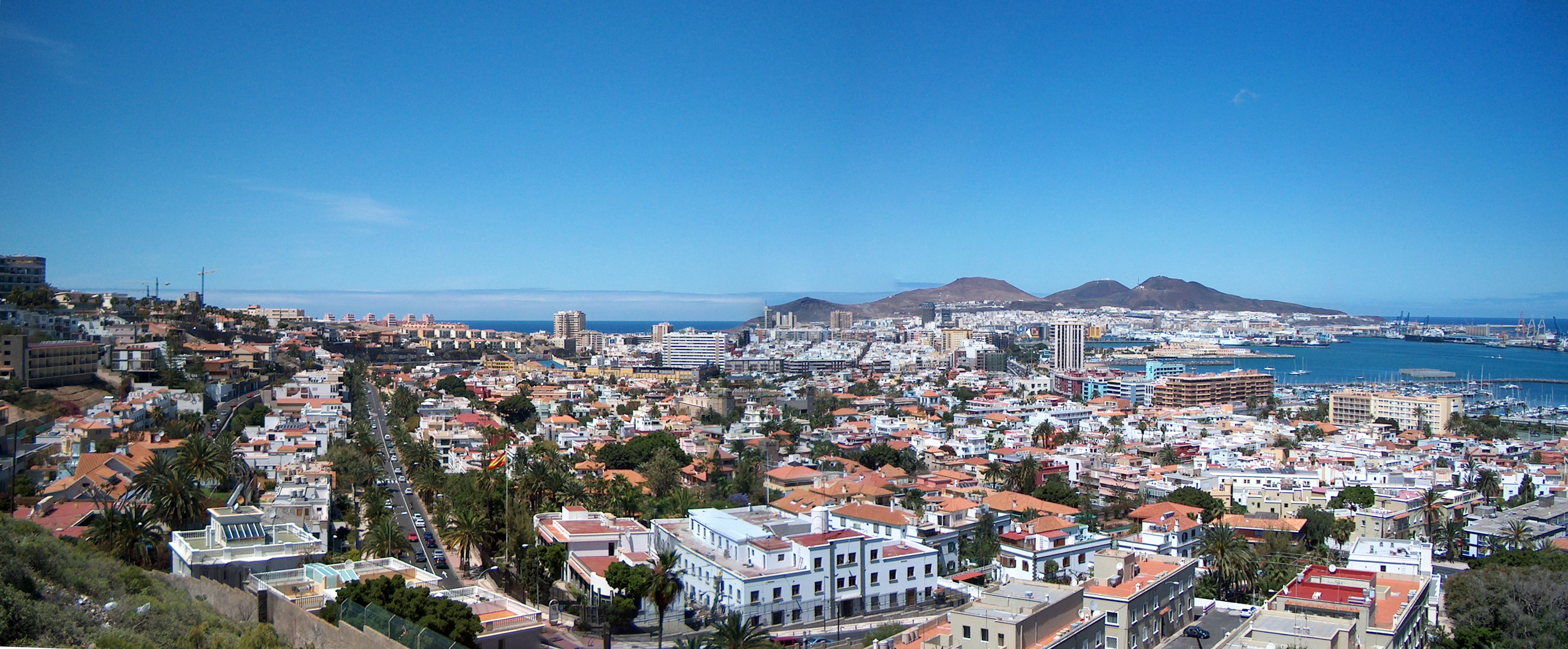
Panoramica di Las Palmas de Gran Canaria

Gran Canaria è una delle Isole Canarie, di origine vulcanica, terza isola per dimensione nella Macaronesia e seconda isola più popolata dell'arcipelago, essendo la sua capitale, Las Palmas de Gran Canaria, la più grande città e area metropolitana delle Isole Canarie ed è tra le dieci grandi aree metropolitane della Spagna (700 mila abitanti). Politicamente condivide lo status di capoluogo delle Isole Canarie con Santa Cruz de Tenerife in cui ha sede il parlamento locale, mentre a Las Palmas de Gran Canaria si trova la sede del governo spagnolo nelle Isole Canarie. Gran Canaria con una superficie di 1.560,1 km quadrati e un'altezza massima di 1956 metri con il Pico de las Nieves, è la terza isola più grande dell'arcipelago per estensione e altitudine.

## Storia
Nell'antichità, Gran Canaria era popolata dai Canarii nordafricani, una popolazione dei Guanci, che potrebbero essere arrivati già nel 500 a.C. I Canarii chiamavano l'isola Tamarán ("terra dei coraggiosi").
Nel periodo medievale, dopo oltre un secolo di incursioni e tentativi di conquista europei, l'isola fu conquistata il 29 aprile 1483 dalla Corona di Castiglia, sotto la regina Isabella I. La conquista riuscì dopo una campagna che durò cinque anni, e fu un passo importante verso l'espansione della Spagna unificata.
La capitale di Las Palmas de Gran Canaria fu fondata il 24 giugno 1478, con il nome di "Real de Las Palmas", da Juan Rejón, capo dell'esercito castigliano invasore. Nel 1492, Cristoforo Colombo ancorò nel porto di Las Palmas (e passò un po' di tempo sull'isola) durante il suo primo viaggio nelle Americhe. Las Palmas de Gran Canaria è, insieme a Santa Cruz de Tenerife, la capitale della comunità autonoma delle Isole Canarie.
Il 29 giugno 2005 il 46% del territorio dell'isola di Gran Canaria (e più di 100 ha della fascia costiera) è stato dichiarato Riserva della biosfera da parte dell'UNESCO.
L'isola è divisa in 21 municipalità e ha una popolazione di 1.213.597 abitanti (anno 2018), 432.810 dei quali nella capitale Las Palmas de Gran Canaria. Las Palmas è anche la capitale della provincia di Las Palmas, e anche la capitale della comunità autonoma delle Isole Canarie (ruolo condiviso con Santa Cruz de Tenerife).

## Turismo

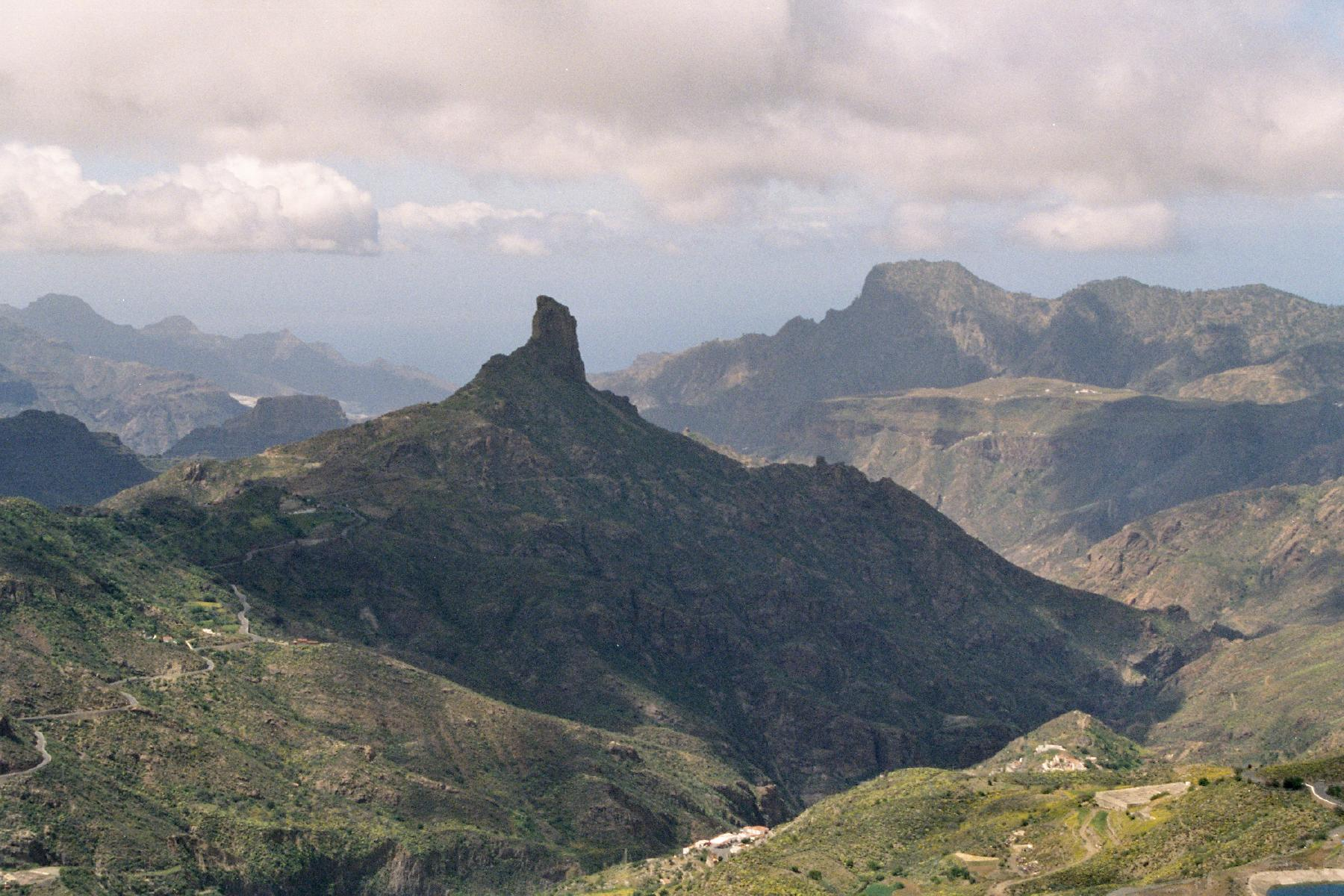
Roque Bentayga, cuore di Gran Canaria

Gran Canaria 3D

Questa isola tropicale è chiamata "continente in miniatura" a causa della varietà di climi e di panorami che è possibile trovarvi. La maggior parte dei turisti soggiornano nel sud dell'isola che è più esposto al sole ed è meno piovoso rispetto al nord. Nel sud dell'isola c'è un grande parco naturalistico ed esotico, Palmitos Park, così come molti villaggi turistici. Le principali aree balneari cominciano da Pozo Izquierdo, nella parte centrorientale della costa meridionale, e proseguono nell'area di San Bartolomé de Tirajana, che include le località di San Agustín, Playa del Inglés, e Maspalomas e attrae il maggior numero di turisti. Le Dune di Maspalomas, costituite da sabbia del Sahara, si trovano contigue a Playa del Inglés. Un'altra attrattiva turistica è il Faro di Maspalomas.
Playa del Inglés e Maspalomas sono destinazioni molto popolari per turisti attratti dal clima tropicale e provenienti da tutto il mondo, in particolar modo europei, soprattutto britannici, tedeschi, scandinavi e finlandesi. In esse vi sono molte discoteche, bar, ristoranti e attività commerciali.
Più a ovest, lungo la costa meridionale, vi è il paese di pescatori di Arguineguín nel municipio di Mogán. Il mercato che si tiene il martedì è il più grande dell'isola.
Proseguendo a ovest lungo la costa meridionale s'incontrano delle piccole località tra cui la comunità di Puerto Rico e di Puerto de Mogán, un villaggio chiamato "piccola Venezia" per via dei suoi molti canali, facenti anch'essi parte del municipio di Mogán.
All'interno della capitale, Las Palmas de Gran Canaria si trova la Playa de Las Canteras, prediletta dai surfisti. Las Palmas è conosciuta anche per il suo Carnevale, evento turistico e sociale di grande portata.
Il numero di visitatori annuali è mediamente di 2,2 milioni, la maggior parte dei quali preferisce visitare la parte meridionale dell'isola. Una delle attrattive turistiche più importanti in questa zona è sicuramente lo sport del windsurf, che vede la località di Pozo Izquierdo come tappa storica del campionato mondiale di windsurf organizzato dalla Professional Windsurfing Association.

### Spiagge
- Playa de Las Canteras (Las Palmas)
- Playa del Inglés (Maspalomas)
- Playa de San Agustín
- Playa Dedo de Dios
- Playa de Güi Güi
- Playa de Amadores
- Playa de Tufia y Aguadulce
- Playa de Tiritaña

## Natura
Prima della conquista spagnola, Gran Canaria era caratterizzata da una forte copertura boschiva. Dopo la conquista, l'isola ha però subito un serio processo di deforestazione a seguito del continuo taglio degli alberi, della suddivisione dei terreni e dell'utilizzo intensivo del suolo. Ciò ha fatto sì che la copertura forestale si sia ridotta a soli 56.000 ettari, rendendo l'isola la più disboscata dell'arcipelago. Tuttavia, nel secolo XX è iniziato un lavoro di rimboschimento dei crinali montuosi, recuperando un po' della massa forestale perduta. In conseguenza di questi interventi di riforestazione la maggior parte della sommità dell'isola è attualmente coperto da vegetazione.

## Simboli naturali
I simboli naturali di Gran Canaria sono: il dogo canario (perro de presa canario) e l'Euphorbia canariensis (cardón).

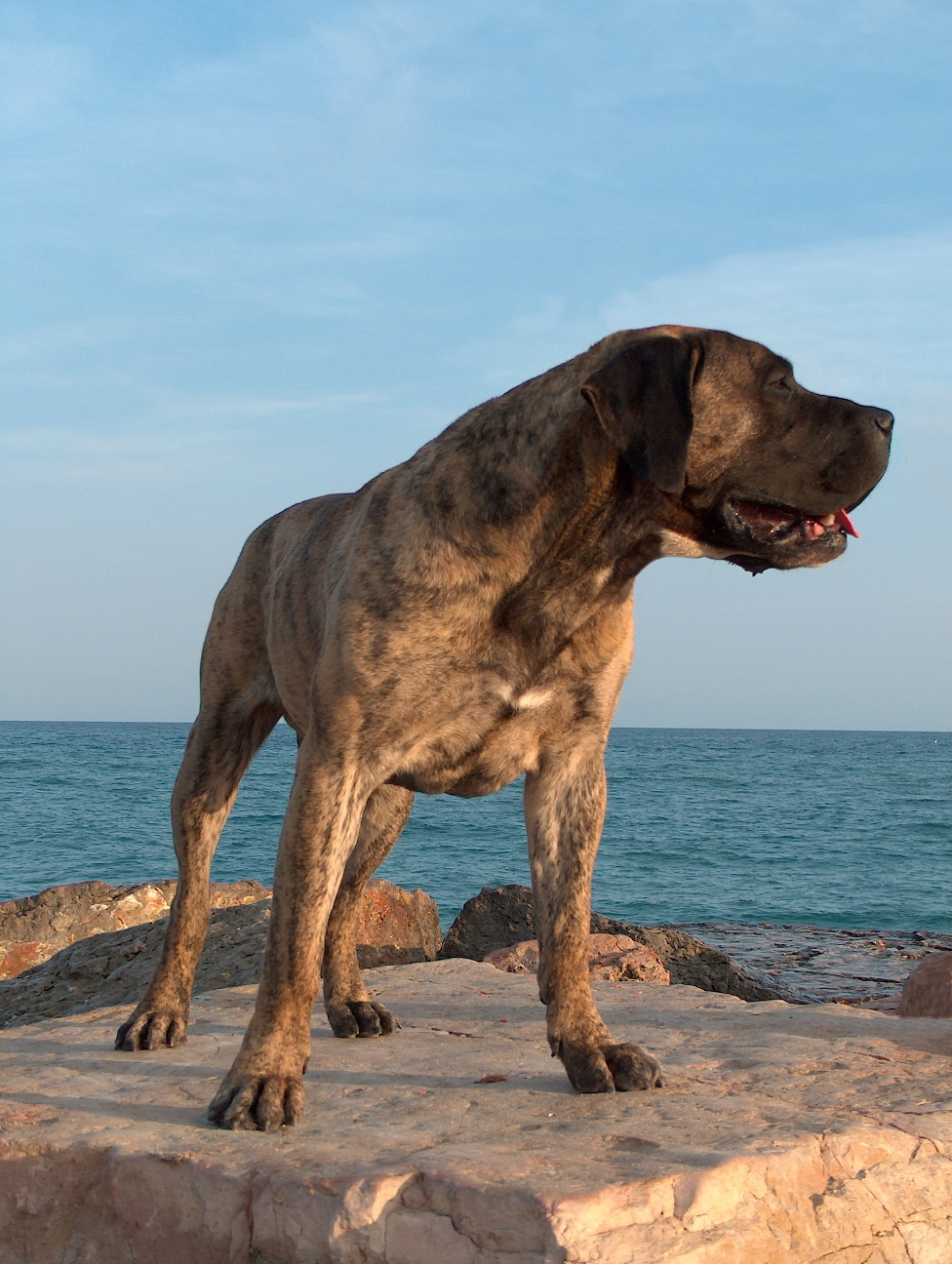
Dogo canario
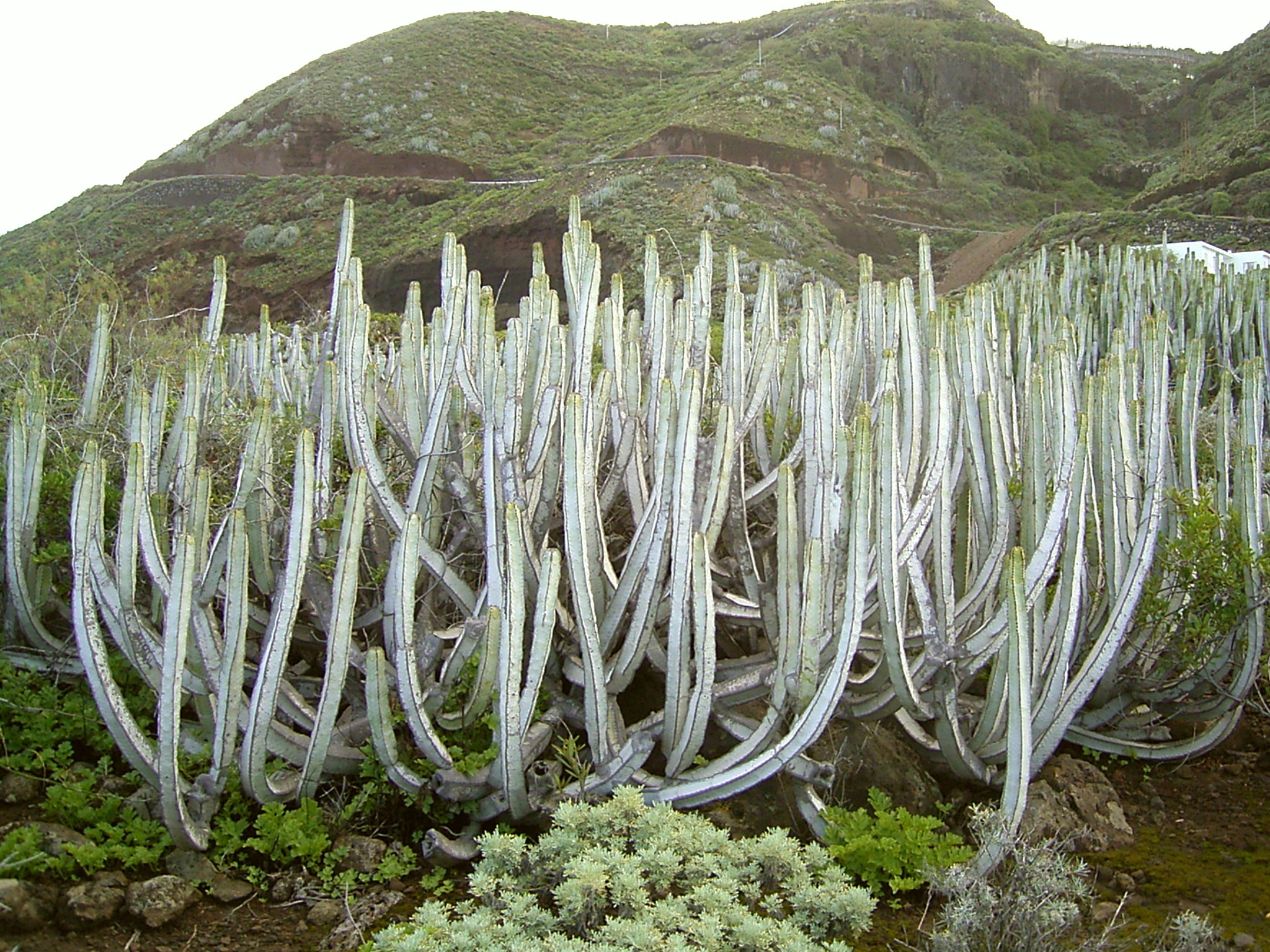
Euphorbia canariensis

## Monumenti storici
La maggior parte dei monumenti che si possono ammirare a Gran Canaria risalgono al periodo successivo alla conquista delle Canarie, nonostante si siano preservati alcuni giacimenti e luoghi risalenti agli aborigeni isolani come la Cueva Pintada a Gáldar e il Cenobio de Valerón a Santa María de Guía de Gran Canaria. Monumenti importanti sono la Catedral de Santa Ana, che si trova a Las Palmas de Gran Canaria, la Iglesia de San Juan Bautista ad Arucas e la Basílica de Nuestra Señora del Pino, patrona di Gran Canaria, che si trova a Teror.
Sempre a Las Palmas de Gran Canaria, nel quartiere storico di Vegueta, si trovano il Museo Canario, l'Ermita de San Antonio Abad e la Casa Museo di Cristoforo Colombo.

## Comunicazioni
Sull'isola si trova l'Aeroporto Gran Canaria, ben collegato con la Spagna peninsulare e altre destinazioni. Las Palmas de Gran Canaria è invece il principale porto dell'isola, con traghetti per Arrecife (su Lanzarote), Puerto del Rosario e Morro del Jable (su Fuerteventura) e Santa Cruz de Tenerife (su Tenerife). Esiste anche un collegamento tra Puerto de las Nieves nel municipio di Agaete e Santa Cruz de Tenerife. Sull'isola la principale superstrada è la GC-1 che collega Las Palmas a Mogán attraversando la costa, il resto delle strade sono considerate strade "di montagna".

## Celebrazioni
La festa principale dell'isola è l'8 settembre in onore della Virgen del Pino a Teror (patrona dell'isola di Gran Canaria). Si evidenzia la tradizionale sagra (romeria) del 7 settembre, con la partecipazione di tutti i comuni dell'isola e con una rappresentanza di ciascuna delle isole Canarie.
Il Carnevale di Las Palmas de Gran Canaria è considerato uno dei più importanti in Spagna.

## Galleria d'immagini

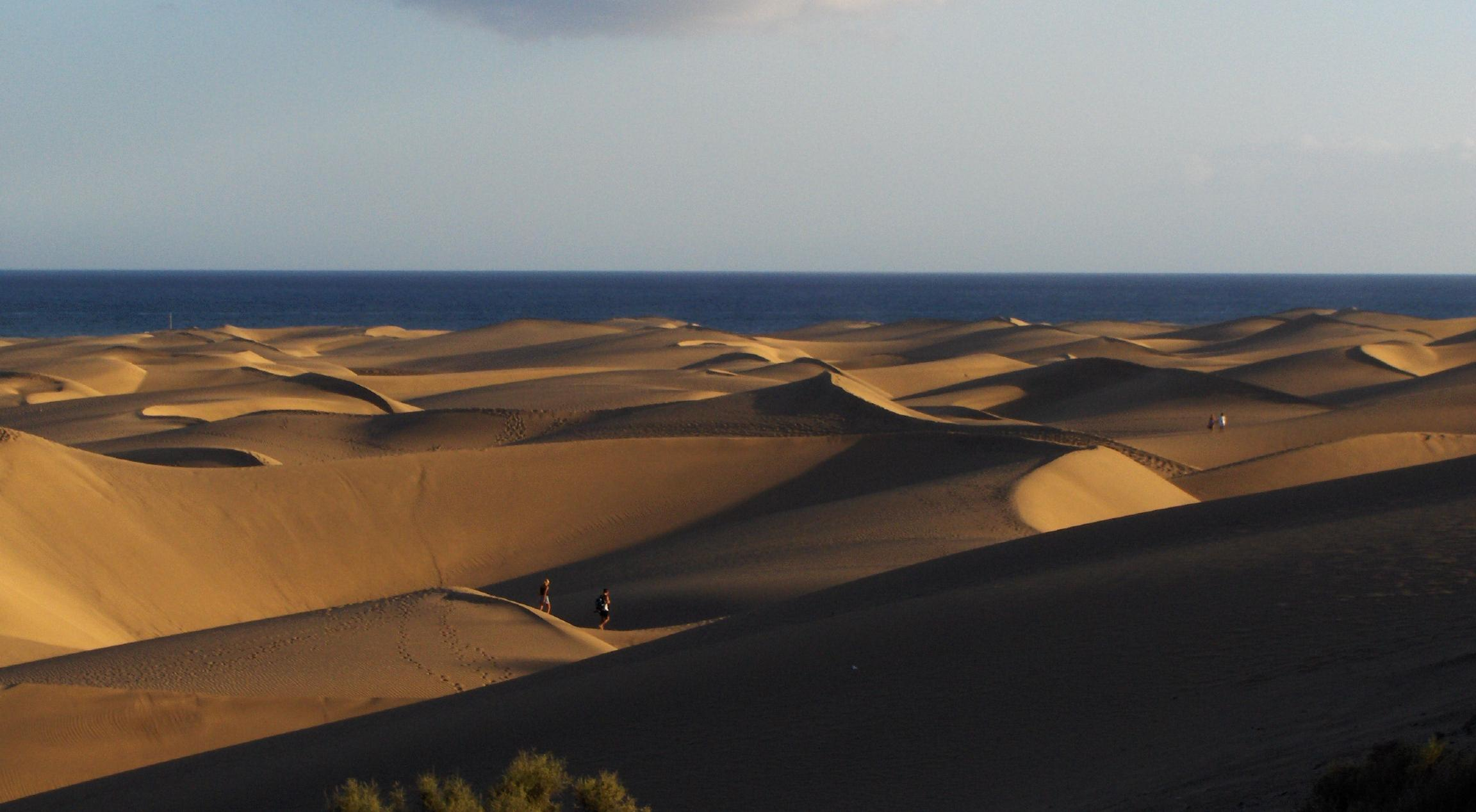
Dune di Maspalomas
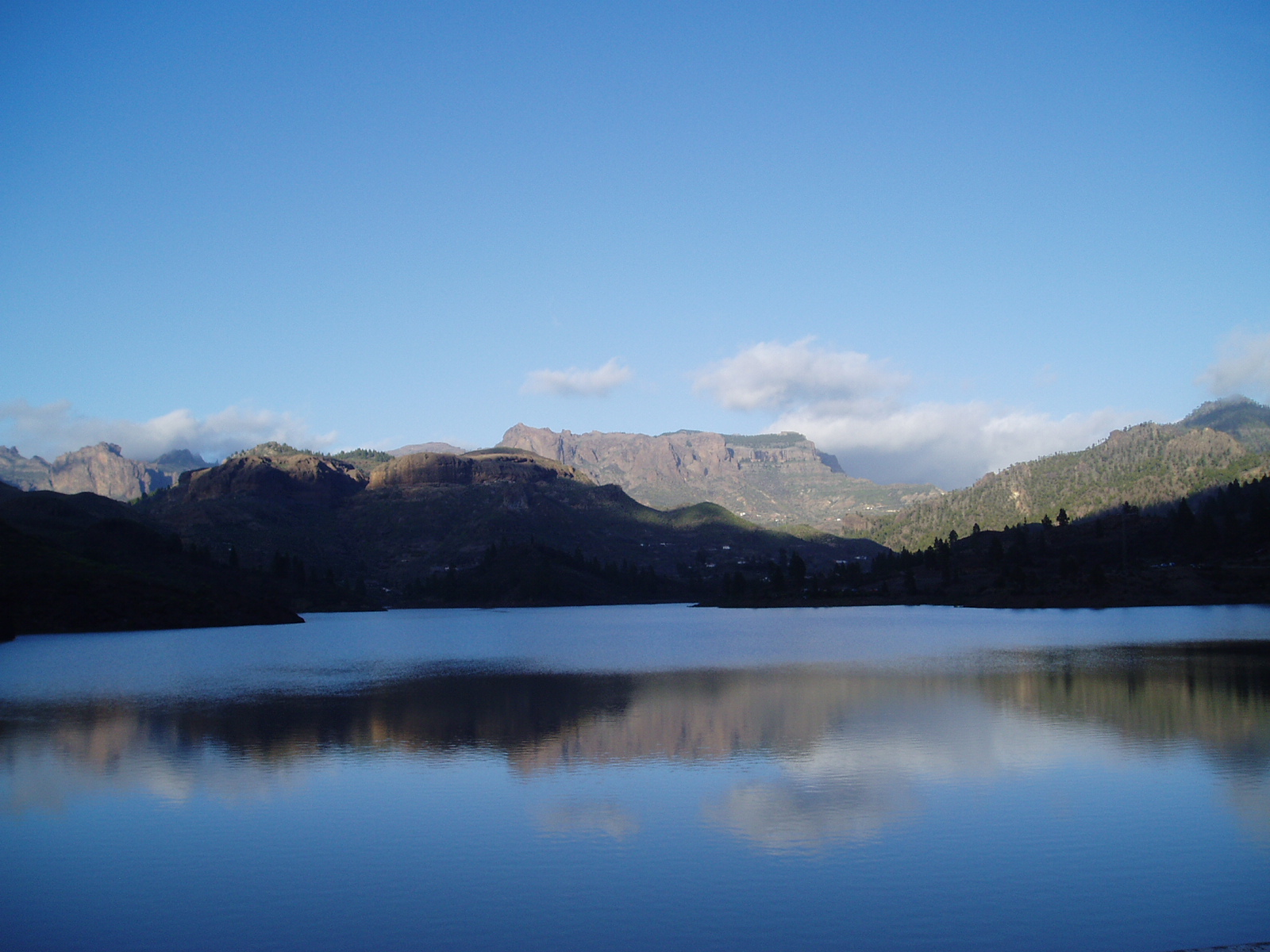
Presa de Chira
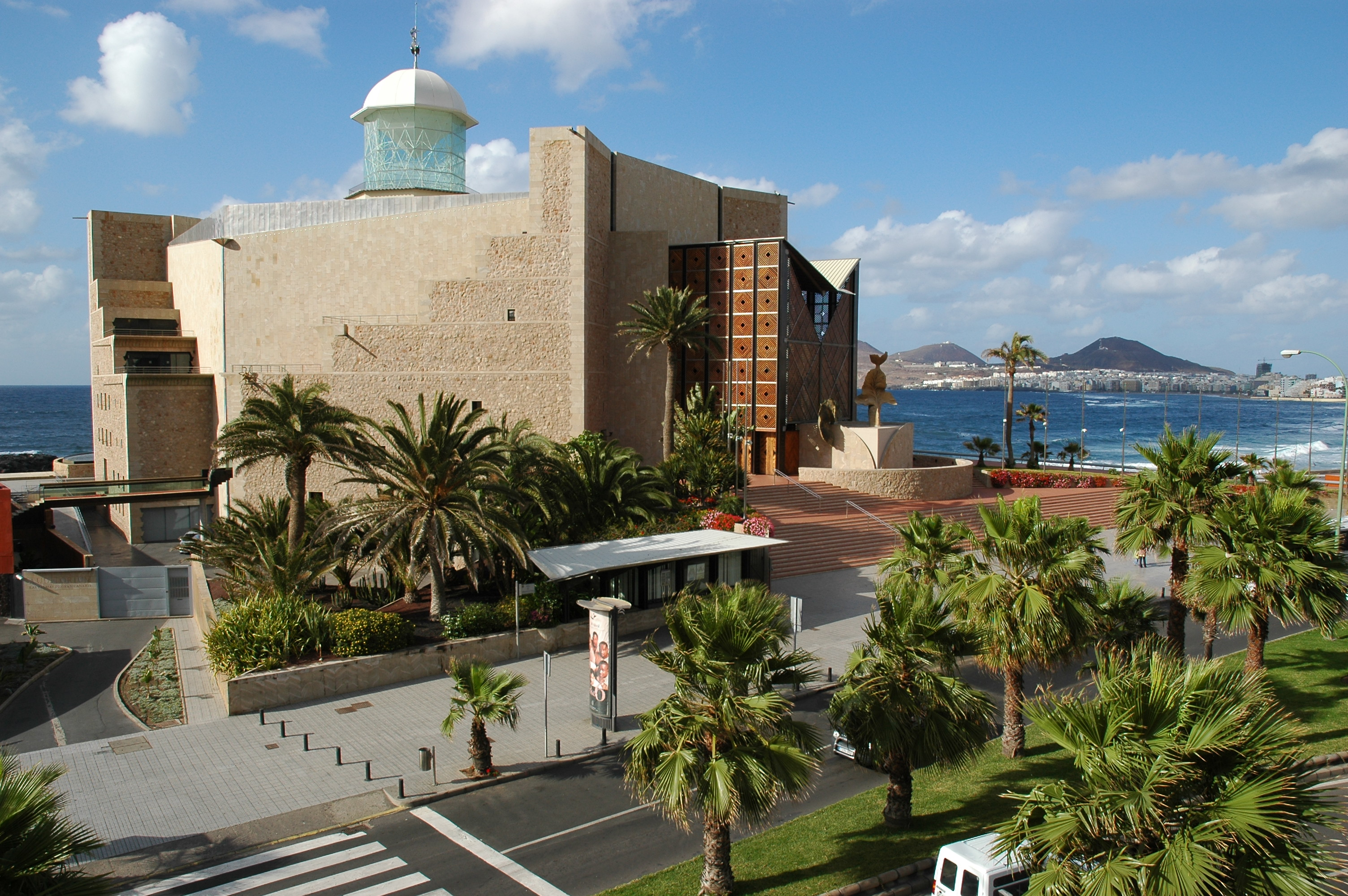
Auditorio Alfredo Kraus, Las Palmas de Gran Canaria
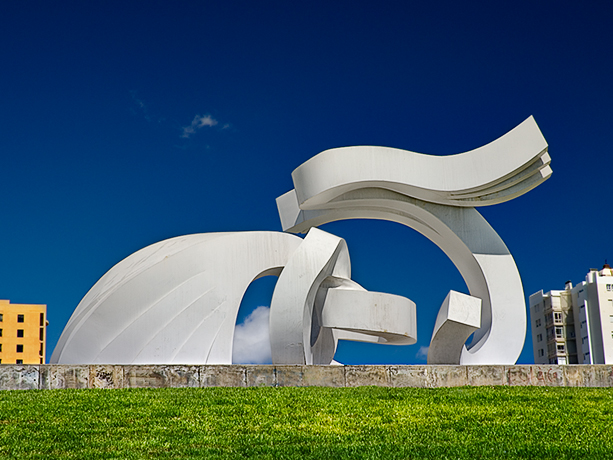
Lady Harimaguada, Las Palmas de Gran Canaria